# Tsotsi
Tsotsi és una pel·lícula dramàtica sud-africana de 2005 escrita i dirigida per Gavin Hood, basada en la novel·la homònima de l'escriptor sud-africà Athol Fugard. Entre els nombrosos premis que va rebre la pel·lícula, destaca l'Oscar a la millor pel·lícula de parla no anglesa i la nominació als Globus d'Or. La banda sonora inclou música kwaito del popular artista sud-africà Bonginkosi Dlamini i temes de Mark Kilian, Paul Hepker i del compositor de cançons-protesta Vusi Mahlasela. La pel·lícula va ser filmada a la barriada de Soweto, prop de Johannesburg.

## Argument
Està ambientada en un barri marginal d'Alexandra, prop de Johannesburg, Sud-àfrica on viu Tsotsi (Presley Chweneyagae), un jove de 19 anys que atracant a una jove mare li roba el cotxe amb el seu bebè dins, comença per a ell una odissea en la que acaba fent ell de mare i pare per al petit.
La pel·lícula va guanyar l'Oscar a la millor pel·lícula estrangera l'any 2005 i va ser nominada al Globus d'Or a la millor pel·lícula estrangera l'any 2006.

## Repartiment
- Presley Chweneyagae: Tsotsi
- Terry Pheto: Mirriam
- Kenneth Nkosi: Aap
- Mothusi Magano: Boston
- Zenzo Ngqobe: Buthler
- Zola: Fela
- Rapulana Seiphemo
- Nambitha Mpumlwana
- Jerry Mofokeng
- Ian Roberts
- Thembi Nyandeni
- Percy Matsemela
- Owen Sejake
- Israel Makoe
- Sindi Khambule
- Benny Moshe
- Bheki Vilakazi
- Craig Palm
- Jeremiah Ndlovu
- Sibusiso Mkize
- Eduan van Jaarsveldt

## Premis i nominacions
- Guanyador del premi Oscar a la Millor Pel·lícula Estrangera l'any 2006.
- Nominació als premis BAFTA de 2005 a a la millor pel·lícula i al premi Carl Foreman.
- Guanyador del premi del Jurat a la Millor Pel·lícula del Festival Panafricà del cinema i les arts de l'any 2005.
- Guanyador del premi del Públic del Festival de Cinema de Santa Barbara de l'any 2005.
- Guanyador del premi dels Valors Humans del Parlament grec del Festival de Cinema de Salónica de l'any 2005.
- Guanyador del premi del Públic del Festival Internacional de Cinema de Denver l'any 2005.
- Guanyador del premi del Jurat del Festival de Cinema de la Ciutat del Cap de l'any 2005.
- Guanyador del premi del Públic del Festival Internacional de Cinema de St. Louis l'any 2005.
- Guanyador del premi del Públic del Festival de Cinema de Los Angeles AFI de l'any 2005.
- Guanyador del premi del Públic de Festival Internacional de Cinema de Toronto de l'any 2005.
- Guanyador del premi Michael Powell del Festival Internacional de Cinema d'Edinburg a la millor pel·lícula l'any 2005.

## Rebuda
"Un film de profund poder emocional. (...) Puntuació: ★★★★ (sobre 4)."